# Лид-менеджмент
Лид-менеджмент (англ. lead management) — это термин, используемый в теории бизнеса для описания методов, систем и практик, которые разрабатываются для привлечения новых потенциальных клиентов как правило с использованием различных маркетинговых технологий. 
Лид в интернет-маркетинге (с англ. lead - вести, приводить) — это акт регистрации в ответ на предложение рекламодателя, содержащий контактную информацию и в некоторых случаях демографическую информацию. Есть два типа лидов — потребительские лиды и целевые лиды. С точки зрения заказчика интернет-продвижения, лид — это «потенциальный клиент или потребитель услуги», и именно количеством привлеченных лидов как правило оценивают эффективность рекламной кампании в интернете.
Потребительские лиды генерируются на основе демографических критериев, таких как кредитоспособность, доход, возраст, индекс рыночной концентрации и т. п. Эти лиды часто перепродаются разным рекламодателям. Потребительские лиды обычно развиваются с помощью телефонных звонков менеджеров по продажам. Подобные лиды как правило используются только в ипотеке, страховании и финансовой отрасли.
Целевые лиды — особые лиды, сгенерированные для уникального предложения рекламодателя. В отличие от потребительских лидов целевые лиды могут быть проданы только рекламодателю, на чье предложение откликнулся покупатель. Из-за того, что прозрачность — необходимое условие генерирования целевых лидов, кампании по генерированию таких лидов могут быть оптимизированы, проверяя достоверность их источников.
Также лиды, в зависимости от готовности совершить покупку, делятся на горячие, теплые и холодные.
Холодные лиды - это люди, которые, несмотря на знакомство с компанией, еще очень далеки от совершения покупки.
Теплые лиды - это люди, которые раздумывают над деталями предложения. 
Горячие лиды(по-другому еще качественные) - люди, которые готовы совершить покупку товара. На сайте они ищут страницу оплаты или контакты.
Генерация лидов — маркетинговый термин, который обозначает создание или генерацию интереса или запроса со стороны потенциального потребителя по отношению к определенным продуктам или услугам. Лиды могут быть сгенерированы для разных целей — создание списка, приобретение списка электронных информационных писем или для привлечения покупателей. Генерация лидов рассчитывается по формуле расчета Cost Per Action — цены за действие.